# سازمان بین‌المللی فرانکفونی
سازمان بین‌المللی فرانکفونی (فرانسوی: La Francophonie‎)، سازمانی تشکیل شده از مناطق فرانسوی زبان در سراسر جهان است.
این سازمان آن دسته از کشورهایی را شامل می‌شود که همه یا شمار قابل توجهی از فرانسوی‌زبانان در آنجا ساکن هستند و همچنین وابستگی زیادی با فرهنگ فرانسه دارند.

## اعضا
بر اساس آخرین تغییرات، این سازمان شامل ۵۷ کشور عضو، سه ناحیه و بیست کشور عضو ناظر می‌باشد.

## تاریخچه و روابط
واژه فرانکوفون اولین بار در سال ۱۸۸۰ برای فرانسوی‌ها به کار رفت تا به این وسیله، مستعمرات این کشور در جهان شناخته شود.
اما سازمان بین‌المللی فرانکفونی به معنای امروزی، در ۲۰ مارس ۱۹۷۰ پس از کنفرانس نیامی با شعار "برابری، تکامل و همبستگی" تشکیل شد.
سازمان بین‌المللی فرانکفونی، هم‌اکنون سازمانی جهانی از فرانسوی زبانان است که در زمینه‌های فرهنگ، علم، اقتصاد، عدالت و صلح همکاری می‌کنند.

## روز جهانی فرانکوفونی
روز بین‌المللی فرانکوفون یا روز جهانی پاسداشت زبان فرانسه است که تاریخ آن(۲۰ مارس) مصادف با روز زبان فرانسه در سازمان ملل است و از سال ۲۰۱۰ توسط سازمان یونسکو به نام روز جهانی فرانکوفون نامگذاری شد.